# Lake Creek Settlement

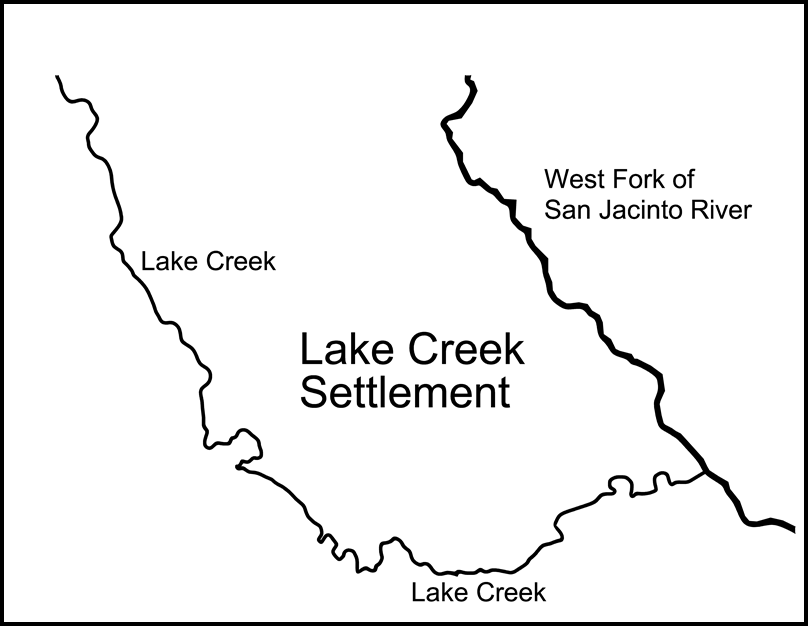
Mapa del Asentamiento de Lake Creek (ca. 1830 - 1840) en Texas.

El Asentamiento del Lago Creek (aproximadamente a partir de la década de los 1830 a lo largo la de 1840) era un poblamiento en la segunda colonia de Stephen F. Austin, localizado en el Texas mexicano y más tarde en la República de Texas. El asentamiento estuvo localizado entre West Fork del río San Jacinto (Texas) y la corriente conocida como Lake Creek en lo  que hoy es el Condado de Montgomer (Montgomery Count), Texas. En julio de 1837, el pueblo de Montgomery, Texas, fue fundado en medio del Poblamiento de Lake Creek.

## Antecedentes
En 1821, la Guerra mexicana para Independencia cercenó el control que España que había ejercido en los territorios norteamericanos, y el nuevo país, México, estuvo formado de mucha más tierras que había comprendido la Nueva España, incluyendo el Texas español.  Debido a que estaba escasamente poblada, Texas se combinó con Coahuila para crear un nuevo estado, Coahuila y Tejas.
El gobierno mexicano nuevo estaba en bancarrota y tuvo poco dinero para dedicarle al ejército. Los colonos estaban facultados para crear sus propias milicias para ayudar a controlar a las tribus indias hostiles. El mexicano Texas enfrentó redadas de las tribus apache y comanche, y con poco apoyo militar los pocos colonos de la región necesitaban ayuda. Con la esperanza de que una afluencia de colonos pudiera controlar las incursiones indias, el gobierno liberalizó sus políticas de inmigración para la región, y los colonos de los Estados Unidos fueron permitidos en las colonias por primera vez.

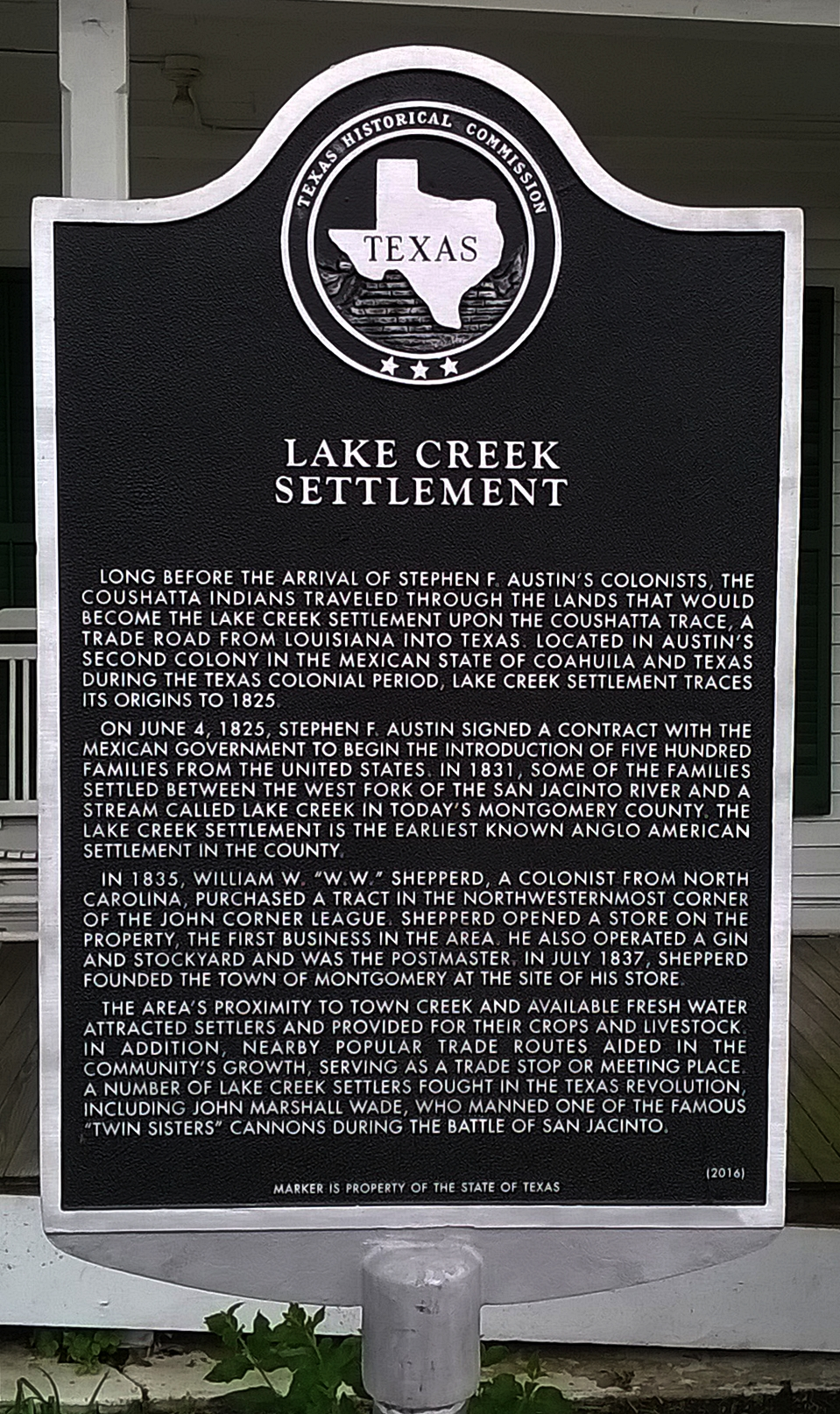
Rótulo de la Comisión Histórica de Texas aprobado para el Asentamiento del Lago Creek localizado delante del Museo N. H. Davis y el Complejo del Pionero, 308 Calle de Libertad, Montgomery, Texas.

Stephen F. Austin rápidamente se convirtió en el primer empresario que exitosamente establece una colonia en Texas. La Ley Imperial de Colonización de 1823 de México permite a un empresario recibir una subvención de tierra dentro de la provincia mexicana de Texas. El empresario y un comisionado designado por el gobernador estarían autorizados a distribuir tierras a los colonos y emitirles títulos a nombre del gobierno mexicano. Sólo un contrato era finalmente aprobado bajo esta legislación; el primer contrato se le concedió a Stephen F. Austin. Entre 1824 y 1828, Austin concedió 297 títulos bajo este contrato. Cada cabeza de hogar recibió un mínimo de 177 acres o 4,428 acres según si pretendieron cultivar o levantar ganado. La subvención podría incrementarse para las familias numerosas o las que deseen establecer una nueva industria, pero las tierras se perderían si no se cultivaban en un plazo de dos años. Los colonos que recibieron sus títulos bajo el primer contrato de Austin fueron conocidos como los Viejos Trescientos (Old Three Hundred).
La Ley General de Colonización de 1824 permitió a todos los jefes de familia que eran ciudadanos o inmigrantes en México ser elegibles para reclamar tierras. La ley no diferenció entre razas o estatus social, y las personas a las que se les había concedido derechos de ocupación podrían reclamar la patente de propiedad de las viviendas. Se requería que los inmigrantes fueran católicos y se esperaba que los extranjeros aprendieran español. Se suponía que los colonos tenían propiedad o tenían una profesión artesanal o útil, y se esperaba que todas las personas que deseaban vivir en Texas se reportaran a la autoridad mexicana más cercana para obtener permiso para establecerse.
La aprobación para los contratos de poblamiento para Texas era la responsabilidad del gobierno estatal en Saltillo. Pronto fueron asediados por especuladores extranjeros que querían traer colonos al estado. Coahuila y Texas implementaron la ley federal en 1825. En ese momento, unas 3500 personas vivían en Texas, la mayoría se congregaban en San Antonio y La Bahía. Bajo la nueva ley, las personas que aún no poseían propiedades en Texas podían reclamar una legua cuadrada de tierra regable, con una liga adicional disponible para aquellos que poseían ganado. A los soldados se les dio la primera opción de tierra, seguidos por ciudadanos e inmigrantes. Empresarios e individuos con familias grandes eran eximidos del límite. Quienes habían poseído la tierra bajo control español estuvo dejada para retener su propiedad mientras no hubieran luchado en el lado del español durante la Guerra mexicana de Independencia. Los inmigrantes estaban sujetos a las mismas políticas que los ciudadanos mexicanos, y los indios que emigraron a Texas después de la independencia de México y que no eran nativos de la zona serían tratados como inmigrantes.

## Establecimiento
El 20 de mayo de 1825, Stephen F. Austin obtuvo del gobierno del Estado mexicano de Coahuila y Texas un contrato nuevo para la introducción de quinientas familias. Austin firmó este contrato de empresario con el estado de Coahuila y Texas el 4 de junio de 1825. Este contrato era para ser completado dentro seis años. Número de orden 24, fechado el 7 de marzo de 1827, que definió las fronteras de la segunda Colonia de Austin para los propósitos de este contrato como sigue:
```

```

Searle (2012), p. 3
Order No. 24

Bajo el 1825 contrato, Empresario Stephen F. Austin concedió tierra en behalf del gobierno mexicano a un número de colonizadores en 1831. Algunos de estos settlers en la segunda Colonia de Austin recibió ligas de tierra a lo largo de la frontera oriental de la colonia en que es hoy Montgomery occidental Condado. Cada cual de estas ligas de tierra contuvieron 4,428.4 acres. Elias R. Wightman surveyed todo de estas ligas. Los transportistas de cadena que asisten Wightman en surveying estas ligas incluidas, en varios tiempos, William Rankin, Mathew Hubert, John Esquina, William Atkins y James Rankin. El temprano settlers quien cualificado y recibió una liga de aterrizar incluido los colonizadores siguientes:
| Colonizador - Fecha de la concesión     | Colonizador - Fecha de concesión        |
| --------------------------------------- | --------------------------------------- |
| Mary Esquina - 7 de abril de 1831       | William M. Rankin - 10 de abril de 1831 |
| James Pevehouse - 7 de abril de 1831    | Noah Griffith - 11 de abril de 1831     |
| Archibald Hodge - 9 de abril de 1831    | Benjamin Rigby - 14 de abril de 1831    |
| James Hodge - 8 de abril de 1831        | William Atkins - 18 de abril de 1831    |
| Owen Shannon - 8 de abril de 1831       | Jacob Shannon - 30 de abril de 1831     |
| William C. Clark - 10 de abril de 1831  | Raleigh Rogers - 6 de mayo de 1831      |
| William Landrum - 10 de abril de 1831   | John Esquina - 10 de mayo de 1831       |
| Zachariah Landrum - 10 de abril de 1831 | Anne Blanca - 12 de mayo de 1831        |

A menos de dos años de la llegada de los colonizadores originales en 1831, este poblamiento entre el Tenedor del oeste del río San Jacinto y la corriente Riachuelo de Lago llamado hubo ya devenir sabido durante Texas mexicano como el "Poblamiento de Riachuelo del Lago." Esta área era también generalmente referido a como el "barrio de Riachuelo de Lago", el "Distrito de Riachuelo de Lago," el "Precinct de Riachuelo de Lago," o sencillamente tan "Riachuelo de Lago."
Jacob Shannon - A - Rutha Miller

Colonia Austin, Texas 
Asentamiento del Lago Creek

Colonia del Lago Creek
8 de Agosto de 1833

## Crecimiento

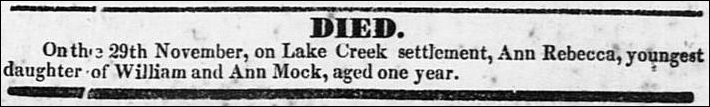
Necrológica de Ann Rebecca simulada en el Poblamiento de Riachuelo del Lago cuando informado en el 17 de diciembre de 1836 Telégrafo y diario de Registro del Texas.

Después de que los colonos originales recibieron sus concesiones de tierras en 1831, más colonos comenzaron a llegar al asentamiento. Estas primeras familias incluyeron: Cartwright, Chatham, Galbraith, Garret, Mock, Shepperd, Springer y Worsham. El Registro de Familias de Stephen F. Austin describe una concesión de tierras a Thomas Chatham dentro del Acuerdo de Lake Creek en 1834:
Por 1835, la población del Asentamiento del Lago Creek había devenido bastante grande para apoyar un correo comercial. William W. Shepperd, originalmente de Carolina del Norte y un hermano de Congresista de Estados Unidos, Augustine Henry Shepperd, adquirió 200 acres de tierra en la Liga de Esquina del John cercana el medio del Poblamiento de Riachuelo del Lago. Allí establezca el correo comercial que devino sabido como "la tienda de W. W. Shepperd Encima Riachuelo de Lago." Shepperd  la tienda deprisa devenía el sitio de reunión y centro comunitario de Poblamiento de Riachuelo del Lago.
En 1835, John Bricker construido un molino y una #ginebra de algodón para W. W. Shepperd en esta ubicación.

## Revolución de Texas

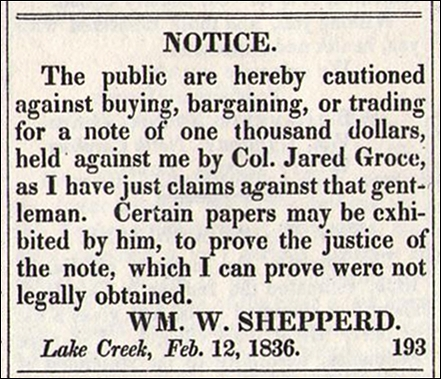
El anuncio colocado por William W. Shepperd quien residió en el poblamiento de Riachuelo de Lago durante la Revolución de Texas. Este anuncio estuvo publicado en la Marcha 17, 1836 edición del Telégrafo y diario de Registro del Texas que estuvo publicado en San Felipe de Austin, Texas. Para colocar este anuncio en el contexto de la Revolución de Texas, la Batalla del Alamo empezó encima 23 de febrero de 1836.

Durante la Revolución de Texas, el Asentamiento del Lago Creek estuvo localizado en el Municipio de Washington. Un número de residentes del asentamiento había luchado en la Revolución de Texas en contra México. Soldados del Poblamiento de Riachuelo del Lago quien luchó en la Revolución de Texas Jacob incluido H. Shepperd, Mathew Carretero, William Carretero, Thomas Chatham, Raleigh Rogers, Jacob Shannon, Evin Esquina, John Marshall Wade, Un. U. Salmer, James J. Adoptivo y John Bricker. Estos soldados lucharon en una o más de las batallas de la Revolución de Texas que incluye la Lucha de Casa del Polvo, la Batalla de Concepción, la Lucha de Hierba, el Asedio de Bexar, la batalla en el Brazos Río en San Felipe de Austin, y la Batalla de San Jacinto.
John Marshall Vadea tripuló uno de los cañones Twin Sisters (Hermanas Gemelas), durante la Batalla de San Jacinto.
Uno de los soldados del Asentamiento del Lago Creek, quien luchó en la Revolución de Texas era Jacob H. Shepperd. Shepperd, había atendido West Point pero retiró con anterioridad a la inmigración de su familia a Texas. Jacob Shepperd había luchado en la Powder House Fight, la Batalla de Concepción y el Asedio a Bexar. Jacob Shepperd entregó al despacho que salvó la vida de Presidente mexicano Antonio López de Santa Anna poco después de la Revolución de Texas.

## Fundando Montgomery, Texas
Siguiendo la Revolución de Texas, el Poblamiento de Riachuelo del Lago estuvo localizado en Condado de Washington, Texas. Condado de Washington estuvo compuesto de seis grande precincts. Uno de estos precincts tomó su nombre del Poblamiento de Riachuelo del Lago. Justicia de Jefe de Condado de Washington, John P. Coles, proporcionado la descripción siguiente de las fronteras de Condado de Washington al Secretario de Estado de la República de Texas en temprano 1837 en que específicamente menciona el Poblamiento de Riachuelo del Lago cuando parte de Condado de Washington:

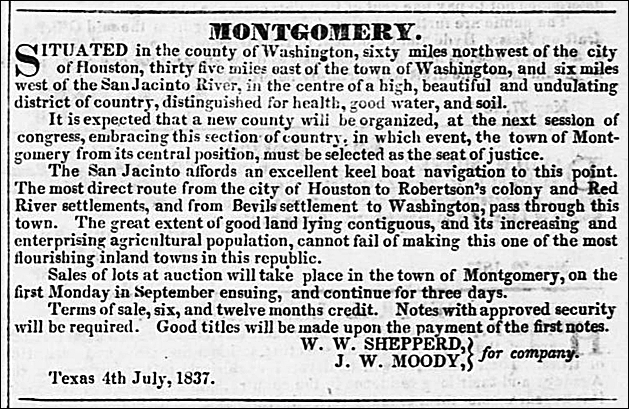
Anuncio para la venta de parcelas en la Ciudad de Montgomery, Texas del 8 de julio de 1837 edición del Telégrafo y del Registro del periódico de Texas publicado en Houston, Texas.

En 1837, W. W. Shepperd, en asociación con John Wyatt Moody, fundó la ciudad de Montgomery, Texas en el sitio de W. W. Shepperd tienda en medio del Poblamiento de Riachuelo del Lago. J. W. Moody era el Primer Auditor de la República de Texas y había sido el Auditor del Gobierno Provisional de Texas durante la Revolución de Texas. Con anterioridad a su llegada en Texas, J. W. Moody había sido el Empleado de Condado de Montgomery Condado, Alabama. Aviso del fundando de la ciudad de Montgomery primero aparecido en un anuncio colocado en el 8 de julio de 1837 edición del Telégrafo y diario de Registro del Texas publicado en Houston, Texas.

## Creación del Condado Montgomery

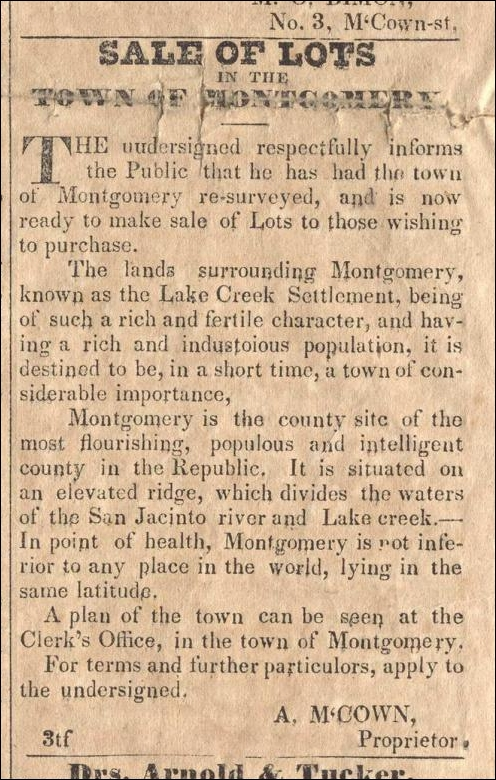
1845 - Anuncio de Ciudad de Montgomery - "Las tierras que rodean Montgomery conocidas como el Asentamiento del Lago Creek..."

El 14 de diciembre de 1837, el Congreso de la República de Texas aprobó un acta que crea el Condado de Montgomery, Texas. En las semanas siguientes, la ciudad de Montgomery, localizado en el centro del Asentamiento Lake Creek se convirtió en la sede del condado Montgomery. El condado de Montgomery estaba compuesto inicialmente por tres grandes recintos políticos que anteriormente habían formado el este del condado de Washington: el distrito de Viesca, el distrito de San Jacinto y el distrito de Lake Creek. El  distrito  de Viesca incluyó la mayoría del territorio al presente día del Condado Grimes, Texas (creado en 1846). El distrito de San Jacinto incluido la mayoría del territorio de Condado de Walker de día presente, Texas (creado en 1846). El distrito de Lake Creek  incluyó la mayoría del territorio del Condado de Montgomery al día presente, Texas.
Un marcador histórico oficial de Texas fue aprobado por la Comisión Histórica de Texas para el Acuerdo de Lake Creek el 29 de enero de 2016. El 17 de mayo de 2016, la Junta de Síndicos del Distrito Escolar Independiente de Montgomery nombró a la nueva escuela secundaria MISD Lake Creek High School después del Acuerdo de Lake Creek. El marcador oficial de la Comisión Histórica de Texas para el Asentamiento de Lake Creek fue dedicado en una ceremonia frente al Museo Nat Hart Davis y el Complejo Pioneer en Montgomery, Texas el 25 de febrero de 2017. Lake Creek High School, la segunda escuela secundaria integral en el Distrito Escolar Independiente de Montgomery, abrió sus puertas el 21 de agosto de 2018.